# Навбахор (Фуркатский район)
Навбахор (узб. Navbahor / Навбаҳор) — городской посёлок (с 2009 года), административный центр Фуркатского района Ферганской области Узбекистана. Согласно переписи 2016 года, в посёлке проживает 4366 человек.

## География
В посёлке расположена железнодорожная станция Яйпан. Расстояние между посёлком Навбахор и городом Фергана — 105 км.

## Инфраструктура
В селе находятся две общеобразовательные школы, лицей, дом культуры, стадион.

## Транспорт
Через посёлок проходит автомагистраль Худжанд — Коканд и линия железной дороги Ташкент — Андижан.